# Parc du Grand-Blottereau
El Parque del Gran Blotterau en francés: Parc du Grand-Blottereau es un parque situado al este de la ciudad de Nantes.
La propiedad tiene una superficie de 37,2 hectáreas mientras que el parque propiamente dicho tiene 19 hectáreas.

## Localización
Se ubica en la parte alta de la ciudad, en el parque del "Château du Grand-Blottereau".
Parc du Grand Blottereau Château du Grand-Blottereau, Nantes, Département de Loire-Atlantique, Pays de la Loire, France-Francia.
Planos y vistas satelitales,47°13′41″N 1°30′31″O / 47.22806, -1.50861
Está abierto al público todo el año.

## Historia
El Grand-Blottereau es un antiguo feudo señorial. Entre 1742 y 1747, Gabriel Michel, Director de la Compañía de Indias, hace construir un castillo, cuyo ámbito se extendía en parte sobre el prado de Malvas.
Este pertenecerá más tarde a Thomas Dobrée al final del siglo XIX.
Al principio de la Segunda Guerra Mundial, Grand-Blottereau acoge a dos compañías británicas, luego a algunos alemanes que habían construido un Búnker cerca del castillo.
Se construyen algunos campamentos de barracas que albergan siniestrados en el momento de la Liberación.

## Actualmente
El parque acoge el Servicio de espacios verdes y de mediambiente (SEVE) de la Ciudad de Nantes.
El lugar se ha acondicionado desde hace varios años según un motivo exótico, en vínculo con la presencia de invernaderos tropicales. Debería acoger a largo plazo distintos hábitat de los cinco continentes en él hay actualmente:
- El jardín a la francesa (delante del castillo)
- La rocalla mediterránea
- El bayou americano
- La bananería
- El jardín coreano ("colina de Suncheon")

## Instalaciones deportivas
El parque actualmente alberga dos terrenos de fútbol, cinco pistas de tenis, un gimnasio polideportivo, un terreno de petanca, dos terrenos de baloncesto y un terreno de balonmano.
Los jardines del "Parc du Grand Blottereau".

Detalles
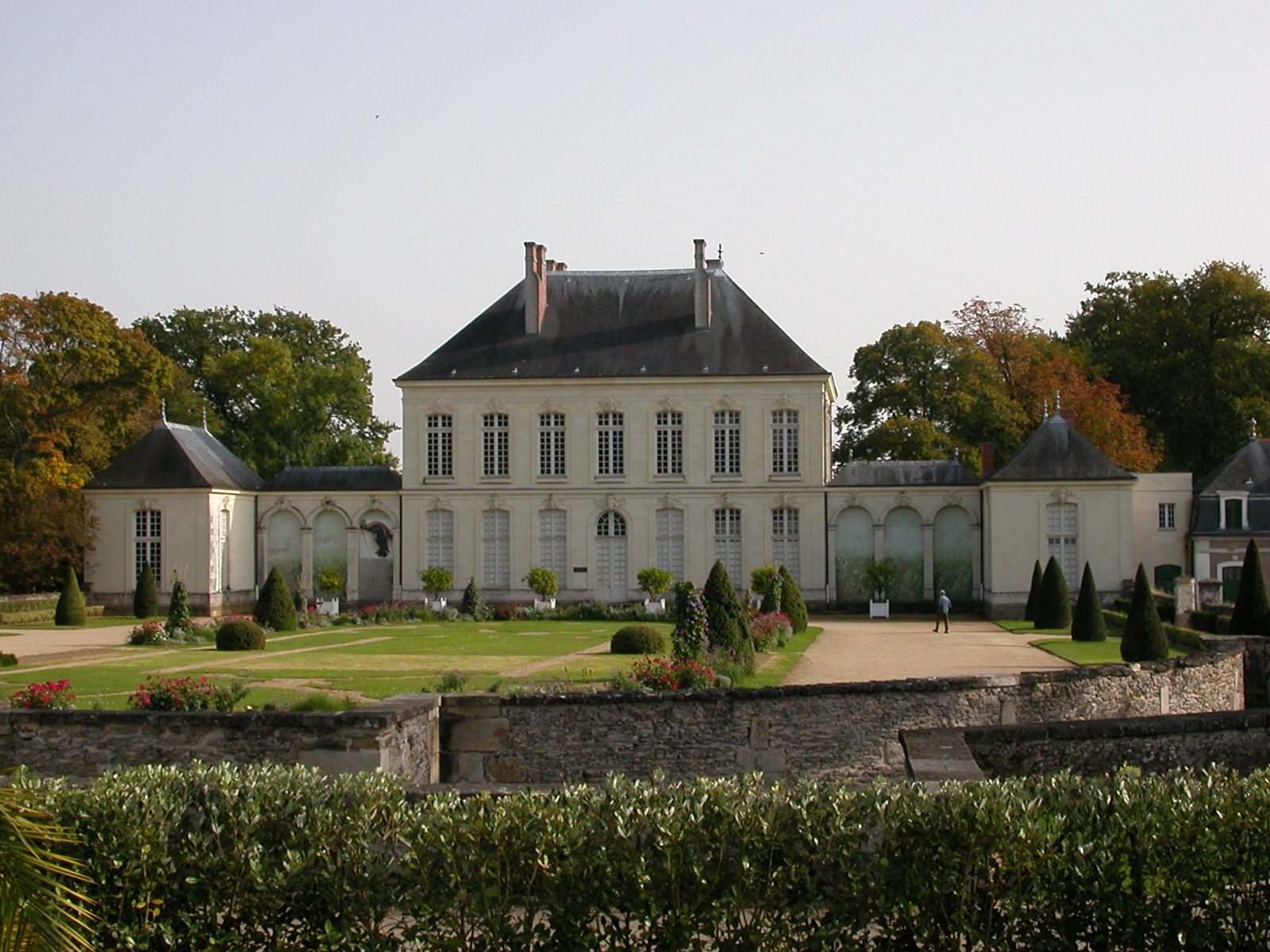
El castillo « Château du Grand-Blottereau »
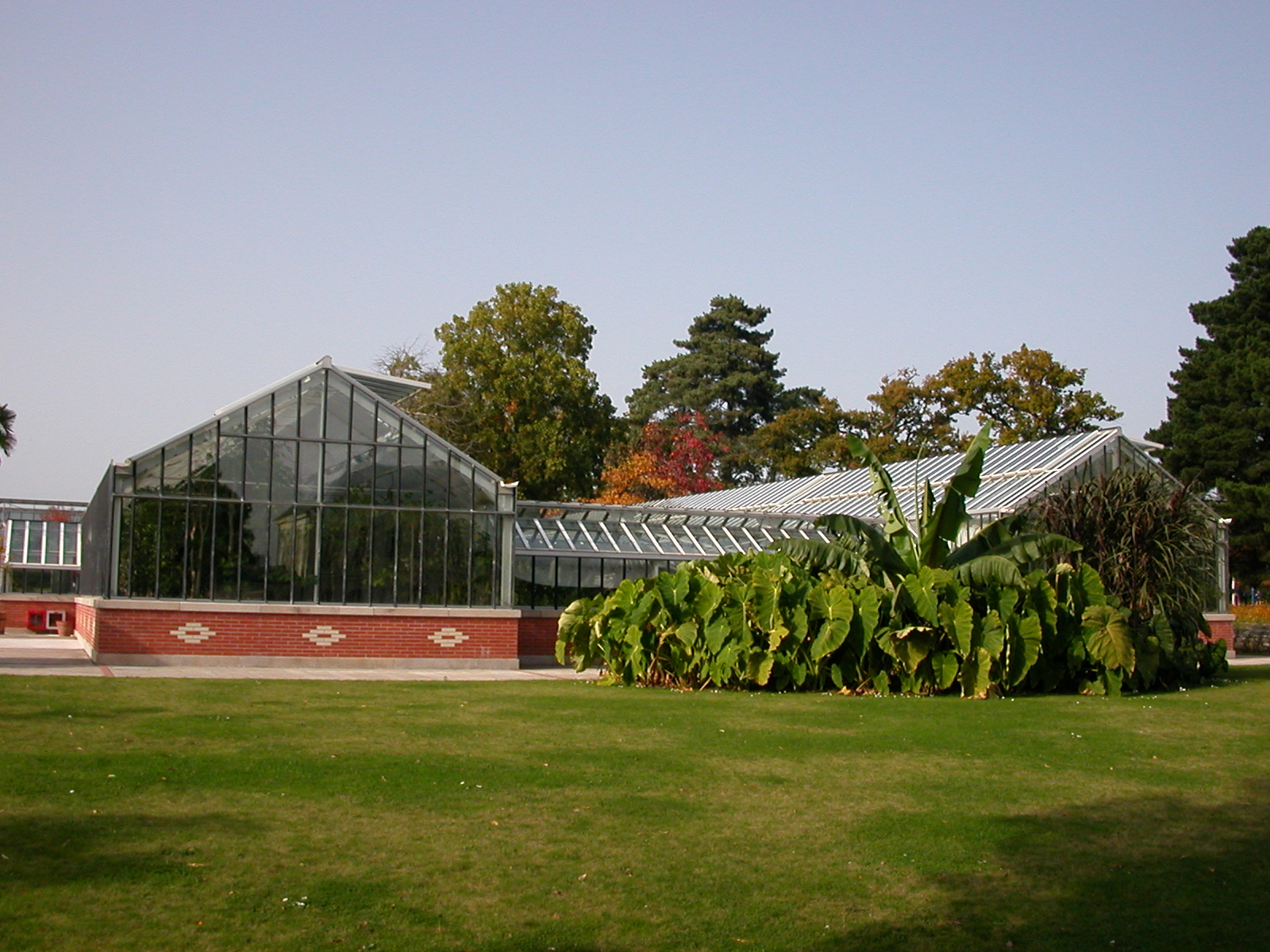
Invernaderos tropicales
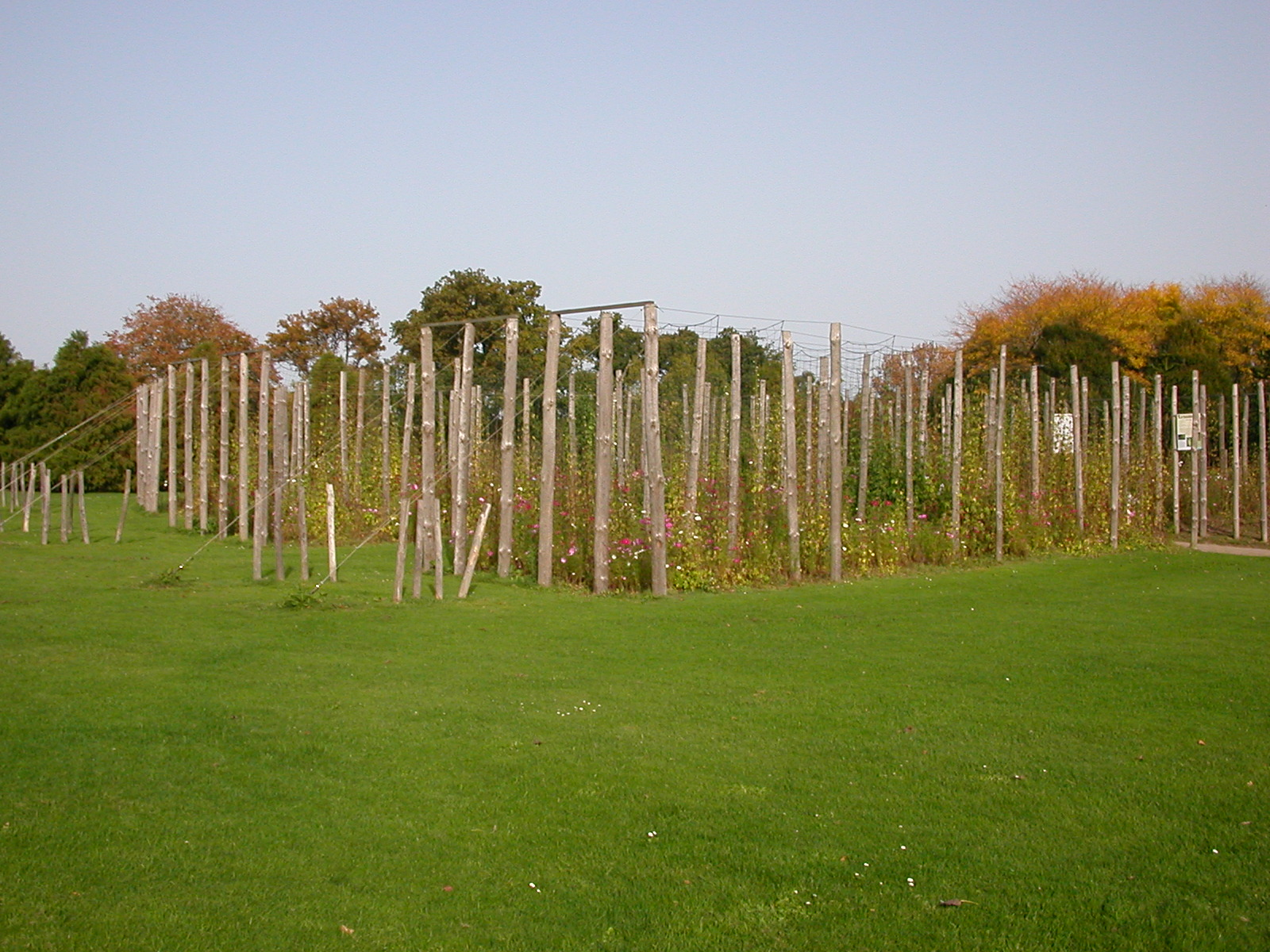
La houblonnière
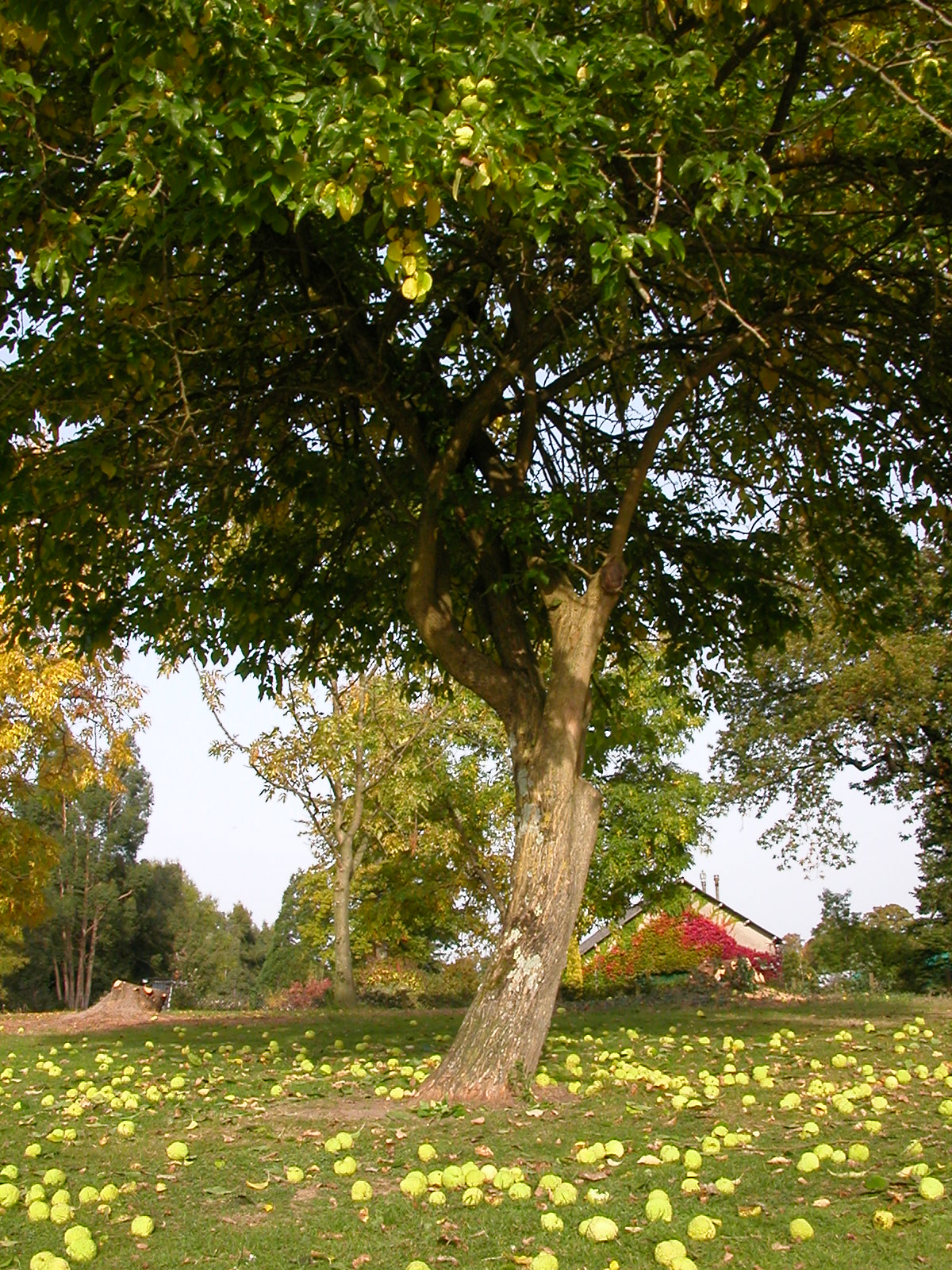
Un oranger des Osages del parque
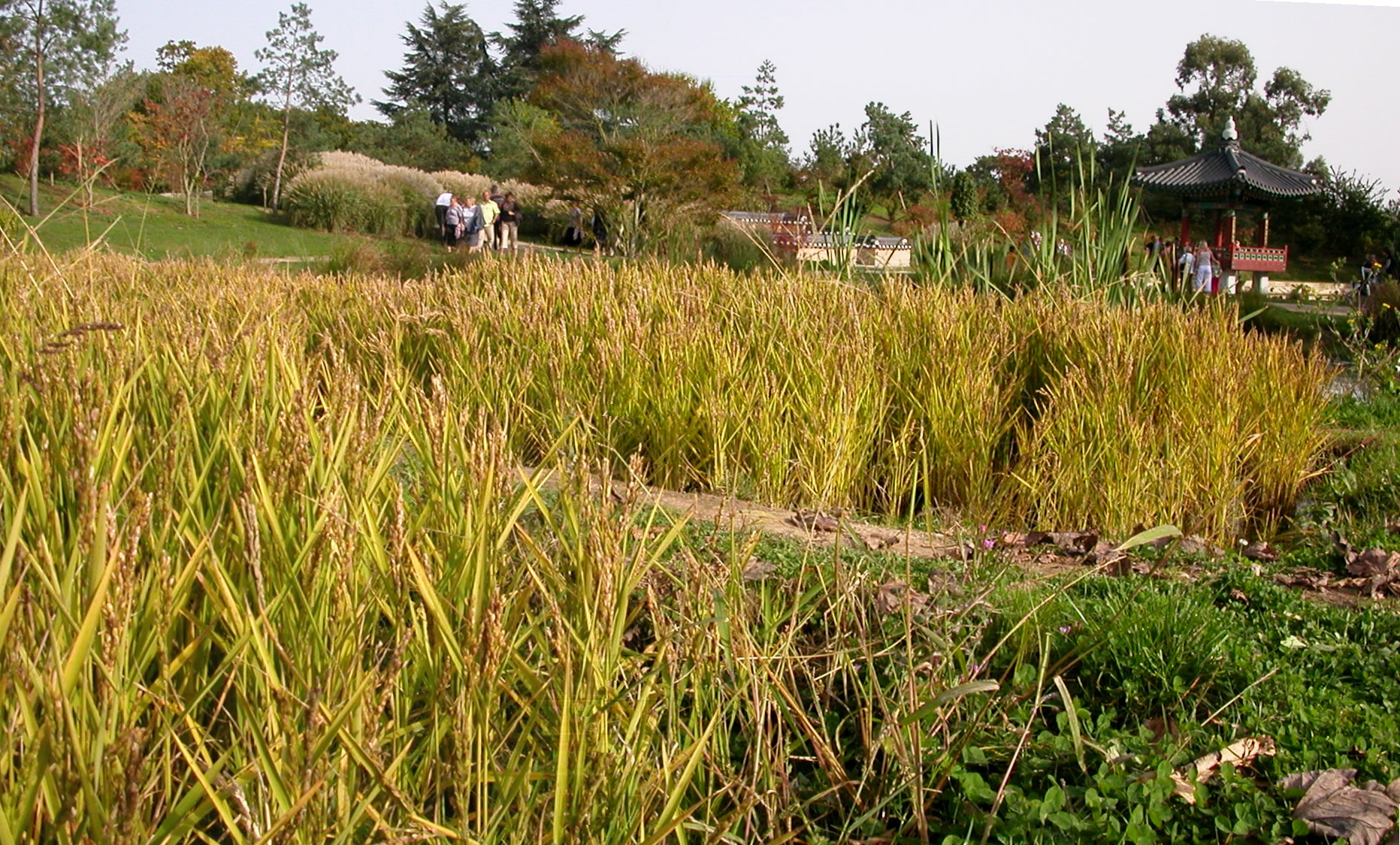
La « Colline de Suncheon » : la rizière (El arrozal).
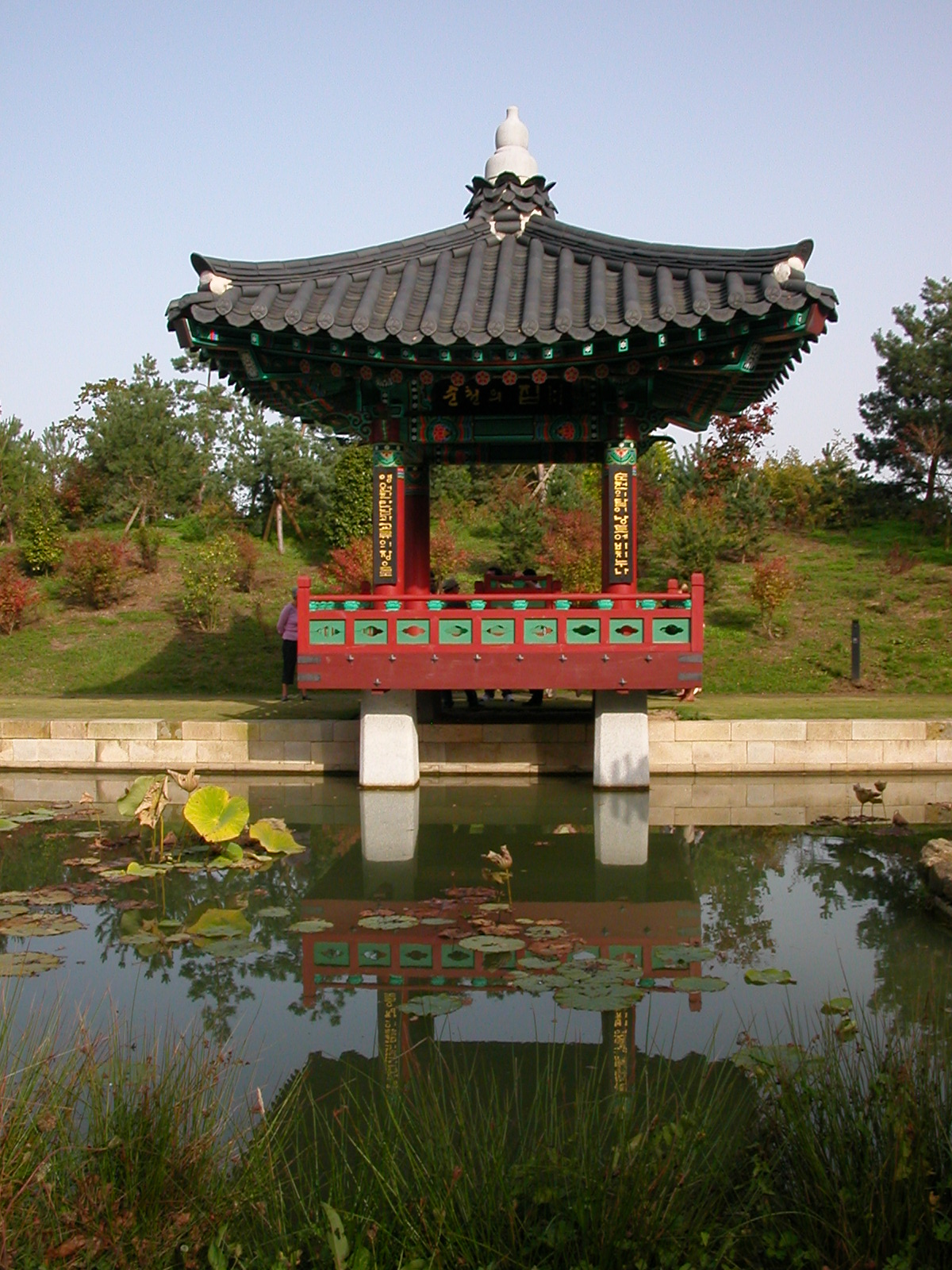
El pabellón coreano de la « Colline de Suncheon »